# エフロシニヤ・ムスチスラヴナ
エフロシニヤ・ムスチスラヴナ（ロシア語: Ефросинья Мстиславна、1130年 - 1186年）はキエフ大公ムスチスラフ1世と、その2人目の妻リュバヴァ(ru)（ノヴゴロドのポサードニク・ドミトル(ru)の娘）との間の子である。1146年から1162年まで、アールパード朝ハンガリー王国の王妃の座にあった。

## 生涯
1146年、16歳の時にハンガリー王ゲーザ2世と結婚し、王妃となった。2人の間には7人の子が生まれ、そのうち2人は後にハンガリー王となった。ゲーザ2世は1162年に死亡するが、エフロシニヤはその後も24年間生き永らえた。1186年に、王位継承問題闘争を原因として、息子のうちの1人であるベーラ3世によってブラニチェヴォの要塞に幽閉され、さらにビザンツ帝国へ移送された。その後すぐにエルサレムのイオアン修道院の修道女となったことが判明している。

## 子女
ハンガリー王ゲーザ2世との間に以下の子女をもうけた。
- エルジェーベト(en)（1144/5年 - 1189年以降没） - ボヘミア公ベドジフ(en)と結婚。
- イシュトヴァーン3世（1147年 - 1172年） - ハンガリー王。
- ベーラ3世（1148年 - 1196年） - ハンガリー王。
- ゲーザ(en)（? - 1209年）
- オドラ - ボヘミア公スヴァトプルクと結婚。
- イロナ（1158年 - 1199年） - オーストリア辺境伯レオポルト5世と結婚。
- マルギト（1162年生 - 1208年）